# Harry Klinefelter
Harry Fitch Klinefelter (Baltimora, 20 marzo 1912 – 20 febbraio 1990) è stato un medico statunitense, specializzato in endocrinologia.
Studiò presso l'università della Virginia, prima trasferirsi alla Johns Hopkins Medical School, dove si laureò nel 1937. Tra il 1941 e il 1942 lavorò con Fuller Albright presso il Massachusetts General Hospital di Boston per poi far ritorno alla Johns Hopkins.
Tra il 1943 e il 1946 prestò servizio nell'esercito per poi tornare a Baltimora, dove fu nominato professore associato di medicina nel 1966.
Klinefelter è ricordato principalmente per i suoi studi sulle malattie reumatiche, sull'endocrinologia e sul trattamento medico dell'alcolismo.
Nel 1942 descrisse per la prima volta i segni clinici della sindrome di Klinefelter, che successivamente prese il nome da lui.